# Tito Menenio Lanato (cónsul 452 a. C.)
Tito Menenio Lanato (en latín Titus Menenius Lanatus), cónsul romano en el año 452 a. C., con Publio Sestio Capitón Vaticano como colega
T. Menenio Agripa F. Agripa N. Lanato, llamado Cayo por Tito Livio, Lucio por Dionisio de Halicarnaso y Tito por Diodoro de Sicilia fue cónsul un año antes del primer decenvirato. Según Festo los cónsules de este año tuvieron algo que ver con la lex Aternia Tarpeia, que se había dictado dos años antes, pero la obra de Festo, tal y como está en la actualidad, no es inteligible.